# اچ‌ام‌اس رزولوشن (اس۲۲)
اچ‌ام‌اس رزولوشن (اس۲۲) (به انگلیسی: HMS Resolution (S22)) یک زیردریایی است که طول آن ۴۲۵ فوت (۱۳۰ متر) می‌باشد. این زیردریایی در سال ۱۹۶۶ ساخته شد.